# Уртабуз (Кушониёнский район)
Уртабуз (тадж. Уртабуз) — село в Кушониёнском районе Хатлонской области Республики Таджикистан. Входит в состав джамоата (сельской общины) Сарвати Истиклол Кушониёнского района.
Находится на расстоянии 20 км от райцентра (пгт. им. Исмоила Сомони) и 12 км до центра общины (с. им. Сироджа Фаттоева).
Население — 4231 чел. (2017).